# Argyrodonax haycocki
Argyrodonax haycocki is een tweekleppigensoort uit de familie van de Semelidae. De wetenschappelijke naam van de soort is voor het eerst geldig gepubliceerd in 1911 door Dall.